# Mycoporum fuscocinereum
Mycoporum fuscocinereum är en lavart som först beskrevs av Gustav Wilhelm Körber och fick sitt nu gällande namn av William Nylander. 
Mycoporum fuscocinereum ingår i släktet Mycoporum och familjen Mycoporaceae.   Inga underarter finns listade i Catalogue of Life.